# هرب دین
هرب دین (انگلیسی: Herb Dean؛ زادهٔ ۳۰ سپتامبر ۱۹۷۰) داور مسابقات هنرهای رزمی ترکیبی اهل ایالات متحده آمریکا است.
دین داور حرفه‌ای هنرهای رزمی ترکیبی آمریکایی و ورزشکار سابق هنرهای رزمی ترکیبی است. او در رویدادهای برگزار شده توسط مسابقات قهرمانی نهایی مبارزه و مسابقات قهرمانی یک و غیره کار کرده است. او اغلب به عنوان استاندارد طلایی داوران در ام‌ام‌ای شناخته می‌شود.